# Kfz-Kennzeichen (Philippinen)
Die Kfz-Kennzeichen der Philippinen, umgangssprachlich „Plaka“ genannt, werden vom staatlichen Land Transportation Office (LTO, Festland-Verkehrsamt) herausgegeben. Die dem Ministerium für Verkehr und Nachrichtenwesen (Department of Transportation and Communications (DOTC)) unterstehende Behörde legt auch die Vorschriften über die Kennzeichen fest.

## Aktuelles System ab 2014

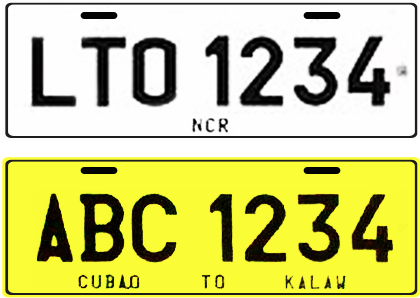
Muster der aktuellen Kennzeichen

Das derzeitige Nummernschildersystem wurde 2014 eingeführt. Gegenüber den vormaligen Kennzeichen wurden die Schilder aus Gründen besserer Lesbarkeit vereinfacht. So entfiel beispielsweise das einstige Hintergrundbild. Weiterhin wurde die regionale Kodierung zugunsten einer fortlaufenden Seriennummer aufgegeben. Allerdings erscheint die entsprechende Region ausgeschrieben oder abgekürzt am unteren Schildrand. Die National Capital Region wird beispielsweise mit NCR abgekürzt. Die Kennzeichen sind reflektierend und verfügen über einen Barcode. Zudem werden sie mit einer „Einmalschraube“ angebracht, die sich nicht wieder öffnen lässt. An der Frontscheibe des Fahrzeuges wird als so genanntes drittes Kennzeichen ein Sticker angebracht, welcher aus einer Kombination aus 2 Buchstaben und 4 Zahlen besteht.
Die Schilder zeigen eine Seriennummer aus drei Buchstaben und drei bis vier Ziffern. Privatfahrzeuge erhalten weiße Schilder, behördliche Fahrzeuge – so genannte Public Utility Vehicle (PUV) – Kennzeichen mit gelbem Hintergrund. Die Aufschrift ist jeweils schwarz. Fahrzeuge der Regierung, von Polizei und Feuerwehr erhalten Schilder mit roter Aufschrift auf weißem Grund. Diplomatenkennzeichen verwenden die Farbkombination blau auf weiß.
Zweiräder erhalten wie zuvor sechseckige Schilder mit abgeschrägten oberen Ecken. Die Kombination besteht in diesem Fall aus zwei Buchstaben und fünf Ziffern.

## Altes System 1981–2014

### Abmessungen und Aussehen

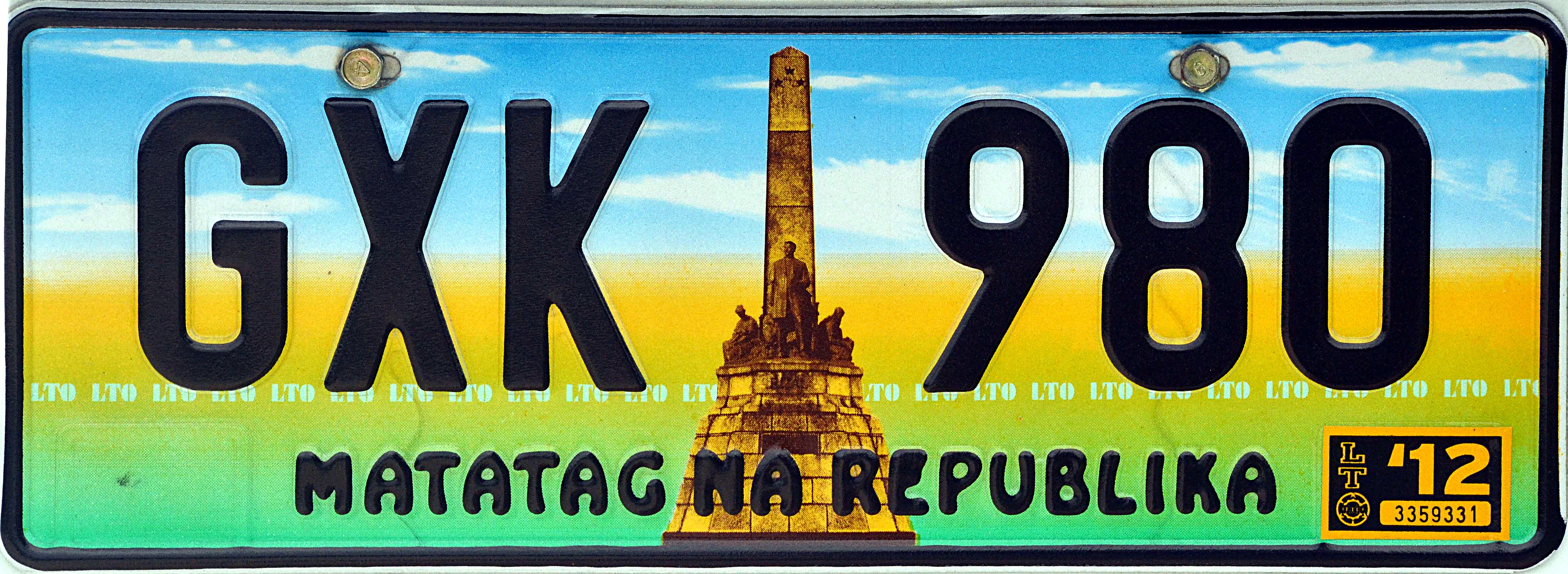
PUV-Kennzeichen aus Central Visayas mit farbigem Hintergrund

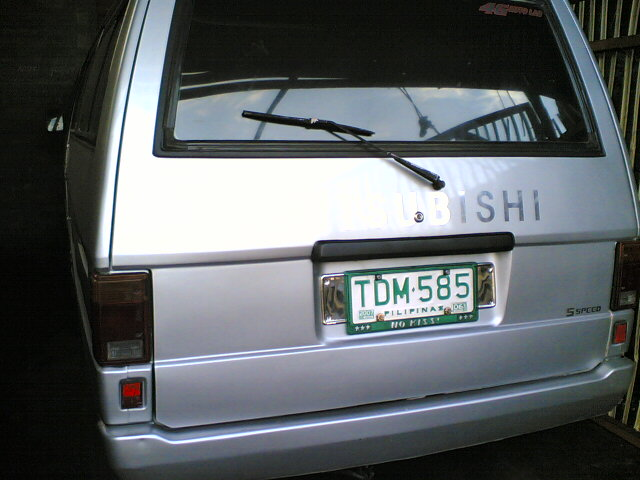
Einfarbiges Kennzeichen bis 2004 an einem Mitsubishi L300

Die Nummernschilder waren 390 mm breit und 140 mm hoch, Buchstaben und Zahlen wurden mittels Pressen auf die Platine geprägt und anschließend mit einem Farbband beschriftet. Als Sicherheitsmerkmale kamen Wasserzeichen des LTO-Logos und des Kennzeichenherstellers zur Anwendung, die auf den Platinen in regelmäßigen Abständen auftauchen. Bis 2004 waren die Kennzeichenhintergründe einfarbig. Mit der zuletzt ausgegebenen Serie, welche das farbige Rizal-Denkmal zeigte, wurden auch reflektierende Kennzeichen eingeführt. Hier galt: Kennzeichen mit grünem Horizont und schwarzer Schrift waren für Privatfahrzeuge, Kennzeichen mit gelbem Horizont und schwarzer Schrift war für PUV und Behördenfahrzeuge erhielten Kennzeichen mit grünem Horizont un Schwarzer Schrift. Die seit 1981 verwendete Schriftart orientierte sich an jener der australischen Kennzeichen. Leichte Variationen waren die Regel. Wunschkennzeichen jedoch verwendeten die deutsche FE-Schrift. Alle Kennzeichen wurden von einem einzigen, privaten Hersteller in Manila gefertigt.
Unter den Buchstaben und Zahlen befand sich ein Motto. Folgende wurden verwendet:
- PILIPINAS (Philippinen)
- PHILIPPINES 2000
- PERLAS NG SILANGAN (Perle des Orient)
- ANGAT PINOY 2004 (Vorwärts Pinoy!)
- MATATAG NA REPUBLIKA (Starke Republik)

### Regionale Codierung
Der erste Buchstabe der Kennzeichenkombination gab an, wo das Fahrzeug erstmals im Land zugelassen wurde. Das Kennzeichen blieb unverändert, wenn das Fahrzeug in einen anderen Teil des Landes umgemeldet wurde.
|      | Region                                                  | Bemerkung                                              |
| ---- | ------------------------------------------------------- | ------------------------------------------------------ |
| A    | Region 1: Ilocos-Region und Regierungsbezirk Cordillera |                                                        |
| B    | Region 2: Cagayan Valley                                |                                                        |
| C, R | Region 3: Central Luzon                                 | R, nachdem alle Kombinationen mit C ausgeschöpft waren |
| D, V | Region 4: CALABARZON und MIMARO                         | V, nachdem alle Kombinationen mit D ausgeschöpft waren |
| E    | Region 5: Bicol-Region                                  |                                                        |
| F    | Region 6: Western Visayas                               |                                                        |
| G, Y | Region 7: Central Visayas                               | Y, nachdem alle Kombinationen mit G ausgeschöpft waren |
| H    | Region 8: Eastern Visayas                               |                                                        |
| J    | Region 9: Zamboanga Peninsula                           |                                                        |
| K    | Region 10: Northern Mindanao und Region 13: Caraga      |                                                        |
| L    | Region 11: Davao-Region                                 |                                                        |
| M    | Region 12: SOCCSKSARGEN                                 |                                                        |
| N    | National Capital Region                                 | 1981–1982                                              |
| P    | National Capital Region                                 | 1982–1991                                              |
| T    | National Capital Region                                 | 1991–1995                                              |
| U    | National Capital Region                                 | 1995–1998                                              |
| W    | National Capital Region                                 | 1998–2001                                              |
| X    | National Capital Region                                 | 2001–2005                                              |
| Z    | National Capital Region                                 | 2005–2009                                              |

Die Buchstaben I und O wurden aufgrund der Verwechslungsgefahr mit den Zahlen 1 und 0 nicht verwendet. „Q“ war für spezielle Einsatzzwecke reserviert.
Darüber hinaus galt:
- „S“ – Behörden
- „P“, „T“ – kommerziell genutzte Fahrzeuge (nicht immer mit diesen Buchstaben beginnend). Seit 1999 war der mittlere Buchstabe stets ein „W“, „X“ oder „Y“.

### Privat zugelassene Fahrzeuge
Die grundsätzliche Farbe war grün. Beginnend mit weißer Schrift auf grünem Grund wurde später auf grüne Schrift auf weißem Hintergrund umgestellt. Die letzte Ausgabeserie zeigte als Hintergrund das Rizal-Denkmal, die Schrift blieb weiterhin dunkelgrün. Die Kombination bestand aus drei Buchstaben und drei Ziffern nach dem Muster „ABC 123“. Der erste Buchstabe gab die jeweilige Zulassungsregion an. Führende Nullen waren unzulässig.

### Kommerziell genutzte Fahrzeuge

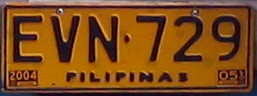
Kennzeichen eines kommerziell genutzten Fahrzeuges

Die grundsätzliche Farbe war gelb. Ältere Kennzeichen hatten gelbe Schrift auf schwarzem Grund, die letzte Farbkombination war schwarze Schrift auf gelbem Hintergrund. Die Kombination ist identisch mit der privater Fahrzeuge, jedoch beginnend mit dem Buchstaben „P“ oder „T“. Seit 1999 war der mittlere Buchstabe ein „V“, „W“, „X“ oder „Y“. Eine Kombination konnte beispielsweise lauten: PXA 100.

### Anhänger
Je nach Zulassung ein grünes oder gelbes Schild, dessen mittlerer Buchstabe entweder ein „U“ oder ein „Z“ war, Beispiel: AZA 500.

### Motorräder

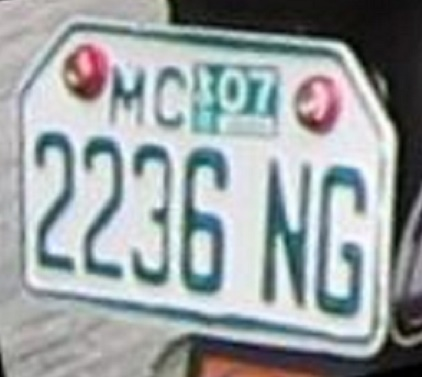
Motorradkennzeichen (private zugelassenes Motorrad)

Privat zugelassene Motorräder hatten ein sechseckiges Kennzeichen (rechteckige Grundform mit abgeschnittenen Ecken oben rechts und links). Die Schilder waren deutlich kleiner als die der Pkw oder Lkw, darüber hinaus befand sich oberhalb der Nummer die eingeprägte Abkürzung „MC“ (motorcycle, Motorrad). Die Schrift war grün auf weißem Hintergrund. Als Nummer kamen zwei Buchstaben gefolgt von einer vierstelligen Nummer oder eine vierstellige Nummer gefolgt von zwei Buchstaben zum Einsatz. Letzteres wurde eingeführt, da die freien Kombinationen knapp wurden. Eine Kennzeichenkombination war z. B. AB 1234 oder 9876 ZY.
Kommerziell genutzte Motorräder (selten) verwendeten schwarze Schrift auf gelbem Grund.

### Tricycles
Die auf den Philippinen häufig vorkommenden Tricycles (Motorräder mit Beiwagen zur Personenbeförderung) hatten auf ihren Nummernschildern die Abkürzung „TC“ für Tricycle statt „MC“. Für die Kennzeichenfarben galten die gleichen Aussagen wie für Motorräder.

### Spezielle Kombinationen

#### Hohe Staatsämter
Grüne Kennzeichen mit ein- oder zweistelligen Zahlen wurden für hohe Staatsämter vergeben:
- 1 – Präsident
- 2 – Vizepräsident
- 3 – Präsident des Senats
- 4 – Sprecher des Repräsentantenhauses
- 5 – Präsident des Obersten Gerichtshofs
- 6 – Kabinettsekretäre
- 7 – Senatoren
- 8 – Mitglieder des Repräsentantenhauses
- 9 – Associate Justices des Obersten Gerichtshofs
- 10 – Vorsitzender Richter und andere Richter des Berufungsgerichts
- 11 – Vorsitzender der Wahlkommission
- 12 – Unterstaatssekretär des Kabinetts
- 13 – Generalanwalt
- 14 – Stabschef der Streitkräfte und der philippinischen Polizei
- 16 – Richter an regionalen Gerichten

### Behördenkennzeichen

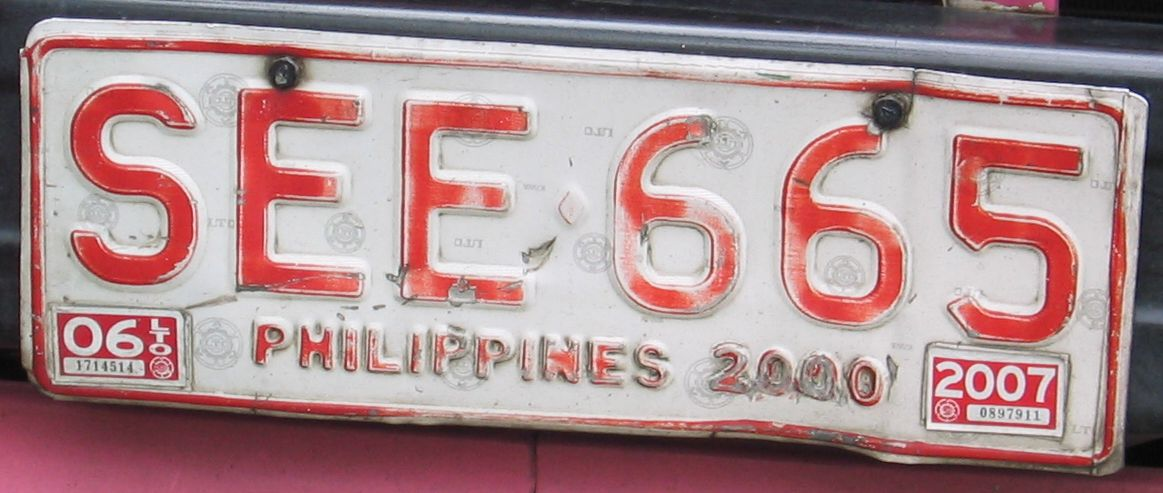
Behördenkennzeichen

Rote Schrift auf weißem Grund, deren Kombination mit dem Buchstaben „S“ begann: SAA 111. Früher wurde die Farbkombination schwarze Schrift auf rotem Hintergrund verwendet.

#### Diplomatenkennzeichen

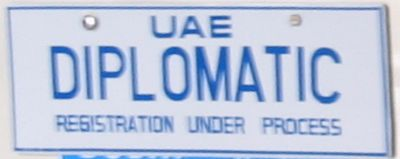
Vorläufiges Kennzeichen der emiratischen Botschaft

Blaue Buchstaben auf weißem Hintergrund kennzeichneten Fahrzeuge des diplomatischen und konsularischen Korps, darüber hinaus auch ausländische Mitarbeiter internationaler Organisationen (z. B. am International Rice Research Institute). Die reinen Zahlenkombinationen waren entweder vier- oder fünfstellig. Das Kennzeichen des Botschafters war stets „1000“ und das Herkunftsland war darunter eingeprägt. Am linken, unteren Kennzeichenrand befand sich ein Aufkleber mit der Bezeichnung „CM“.
Nummernbereiche:
- 1001–9999: Diplomatisches Korps, Aufkleber links unten trägt die Bezeichnung „DC“ (Diplomatic Corps)
- 10000–25999: Botschaftsfahrzeuge, Aufkleber links unten trägt die Bezeichnung „OEV“ (Official Embassy Vehicle, Amtliches Botschaftsfahrzeug)

### Wunschkennzeichen
Wunschkennzeichen müssen folgende Merkmale aufweisen:
- Die Kombination wurde landesweit noch nie vergeben
- Sie darf nicht zu Verwechslungen mit amtlichen Fahrzeugen führen

Die Verwaltungsgebühr für Wunschkennzeichen beträgt 25.000 PHP (ca. 400 Euro). Sie werden ausschließlich in FE-Schrift geprägt. Darüber hinaus sind auch nur zweistellige Nummern möglich, wobei auch führende Nullen zulässig sind z. B. AAA 01; PBI 54.